# Fußball-Europameisterschaft 2012/Gruppe D
| Pl.                                                                             | Land       | Sp. | S | U | N | Tore    | Diff. | Punkte |
| ------------------------------------------------------------------------------- | ---------- | --- | - | - | - | ------- | ----- | ------ |
| 1.                                                                              | England    | 3   | 2 | 1 | 0 | 005:300 | +2    | 07     |
| 2.                                                                              | Frankreich | 3   | 1 | 1 | 1 | 003:300 | ±0    | 04     |
| 3.                                                                              | Ukraine    | 3   | 1 | 0 | 2 | 002:400 | −2    | 03     |
| 4.                                                                              | Schweden   | 3   | 1 | 0 | 2 | 005:500 | ±0    | 03     |
| Für die Platzierung 3 und 4 ist der direkte Vergleich maßgeblich (siehe Modus). |            |     |   |   |   |         |       |        |

Gruppe D der Fußball-Europameisterschaft 2012:

## Frankreich – England 1:1 (1:1)
| Frankreich                                           | Frankreich | England | England | Aufstellung                          |
| ---------------------------------------------------- | --- | --- | ------- | ------------------------------------ |
| Frankreich                                           | \| 1. Spieltag \| \| 11. Juni 2012 um 18:00 Uhr in Donezk (Donbass Arena) \| \| Zuschauer: 47.400 \| \| Schiedsrichter: Nicola Rizzoli ( Italien) \| \| Spielbericht \|                                                             | \| 1. Spieltag \| \| 11. Juni 2012 um 18:00 Uhr in Donezk (Donbass Arena) \| \| Zuschauer: 47.400 \| \| Schiedsrichter: Nicola Rizzoli ( Italien) \| \| Spielbericht \|                                                                                         | England | Aufstellung Frankreich gegen England |
| Frankreich                                           | Hugo Lloris – Mathieu Debuchy, Adil Rami, Philippe Mexès, Patrice Evra – Alou Diarra, Yohan Cabaye (84. Hatem Ben Arfa), Florent Malouda (85. Marvin Martin), Samir Nasri, Franck Ribéry – Karim Benzema Cheftrainer: Laurent Blanc | Joe Hart – Glen Johnson, John Terry, Joleon Lescott, Ashley Cole – James Milner, Steven Gerrard , Scott Parker (78. Jordan Henderson), Alex Oxlade-Chamberlain (77. Jermain Defoe), Ashley Young – Danny Welbeck (90.+1' Theo Walcott) Cheftrainer: Roy Hodgson | England | Aufstellung Frankreich gegen England |
| Frankreich                                           | 1:1 Nasri (39.) | 0:1 Lescott (30.) | England | Aufstellung Frankreich gegen England |
| Frankreich                                           | Oxlade-Chamberlain (34.), Young (71.) | | England | Aufstellung Frankreich gegen England |
| Frankreich                                           | Spieler des Spiels: Samir Nasri (Frankreich) | | England | Aufstellung Frankreich gegen England |
| 1. Spieltag                                          | | |         |                                      |
| 11. Juni 2012 um 18:00 Uhr in Donezk (Donbass Arena) | | |         |                                      |
| Zuschauer: 47.400                                    | | |         |                                      |
| Schiedsrichter: Nicola Rizzoli ( Italien)            | | |         |                                      |
| Spielbericht                                         | | |         |                                      |

## Ukraine – Schweden 2:1 (0:0)
| Ukraine                                             | Ukraine | Schweden | Schweden | Aufstellung                        |
| --------------------------------------------------- | --- | --- | -------- | ---------------------------------- |
| Ukraine                                             | \| 1. Spieltag \| \| 11. Juni 2012 um 20:48 Uhr in Kiew (Olympiastadion) \| \| Zuschauer: 64.290 \| \| Schiedsrichter: Cüneyt Çakır ( Türkei) \| \| Spielbericht \| | \| 1. Spieltag \| \| 11. Juni 2012 um 20:48 Uhr in Kiew (Olympiastadion) \| \| Zuschauer: 64.290 \| \| Schiedsrichter: Cüneyt Çakır ( Türkei) \| \| Spielbericht \| | Schweden | Aufstellung Ukraine gegen Schweden |
| Ukraine                                             | Andrij Pjatow – Oleh Hussjew, Taras Mychalyk, Jewhen Chatscheridi, Jewhen Selin – Andrij Jarmolenko, Anatolij Tymoschtschuk, Jewhen Konopljanka (90.+3' Marko Dević) – Serhij Nasarenko – Andrij Woronin (85. Ruslan Rotan), Andrij Schewtschenko (81. Artem Milewskyj) Cheftrainer: Oleh Blochin | Andreas Isaksson – Mikael Lustig, Olof Mellberg, Andreas Granqvist, Martin Olsson – Rasmus Elm, Kim Källström – Sebastian Larsson (68. Christian Wilhelmsson), Zlatan Ibrahimović , Ola Toivonen (62. Anders Svensson) – Markus Rosenberg (71. Johan Elmander) Cheftrainer: Erik Hamrén | Schweden | Aufstellung Ukraine gegen Schweden |
| Ukraine                                             | 1:1 Schewtschenko (55.) 2:1 Schewtschenko (62.) | 0:1 Ibrahimović (52.) | Schweden | Aufstellung Ukraine gegen Schweden |
| Ukraine                                             | Källström (11.), Elm (83.) | | Schweden | Aufstellung Ukraine gegen Schweden |
| Ukraine                                             | Spieler des Spiels: Andrij Schewtschenko (Ukraine) | | Schweden | Aufstellung Ukraine gegen Schweden |
| 1. Spieltag                                         | | |          |                                    |
| 11. Juni 2012 um 20:48 Uhr in Kiew (Olympiastadion) | | |          |                                    |
| Zuschauer: 64.290                                   | | |          |                                    |
| Schiedsrichter: Cüneyt Çakır ( Türkei)              | | |          |                                    |
| Spielbericht                                        | | |          |                                    |

## Ukraine – Frankreich 0:2 (0:0)
| Ukraine                                              | Ukraine | Frankreich | Frankreich | Aufstellung                          |
| ---------------------------------------------------- | --- | --- | ---------- | ------------------------------------ |
| Ukraine                                              | \| 2. Spieltag \| \| 15. Juni 2012 um 18:00 Uhr[1] in Donezk (Donbass Arena) \| \| Zuschauer: 48.000 \| \| Schiedsrichter: Björn Kuipers ( Niederlande) \| \| Spielbericht \| | \| 2. Spieltag \| \| 15. Juni 2012 um 18:00 Uhr[1] in Donezk (Donbass Arena) \| \| Zuschauer: 48.000 \| \| Schiedsrichter: Björn Kuipers ( Niederlande) \| \| Spielbericht \|                                                                       | Frankreich | Aufstellung Ukraine gegen Frankreich |
| Ukraine                                              | Andrij Pjatow – Jewhen Selin, Jewhen Chatscheridi, Taras Mychalyk, Oleh Hussjew – Andrij Woronin (46. Marko Dević), Anatolij Tymoschtschuk – Jewhen Konopljanka, Serhij Nasarenko (60. Artem Milewskyj), Andrij Jarmolenko (68. Oleksandr Alijew) – Andrij Schewtschenko Cheftrainer: Oleh Blochin | Hugo Lloris – Mathieu Debuchy, Adil Rami, Philippe Mexès, Gaël Clichy – Alou Diarra – Samir Nasri, Yohan Cabaye (68. Yann M’Vila) – Jérémy Ménez (73. Marvin Martin), Franck Ribéry – Karim Benzema (76. Olivier Giroud) Cheftrainer: Laurent Blanc | Frankreich | Aufstellung Ukraine gegen Frankreich |
| Ukraine                                              | 0:1 Ménez (53.) 0:2 Cabaye (56.) | | Frankreich | Aufstellung Ukraine gegen Frankreich |
| Ukraine                                              | Selin (55.), Tymoschtschuk (87.) | Ménez (40.), Debuchy (79.), Mexès (81.) | Frankreich | Aufstellung Ukraine gegen Frankreich |
| Ukraine                                              | Spieler des Spiels: Franck Ribéry (Frankreich) | | Frankreich | Aufstellung Ukraine gegen Frankreich |
| 2. Spieltag                                          | | |            |                                      |
| 15. Juni 2012 um 18:00 Uhr in Donezk (Donbass Arena) | | |            |                                      |
| Zuschauer: 48.000                                    | | |            |                                      |
| Schiedsrichter: Björn Kuipers ( Niederlande)         | | |            |                                      |
| Spielbericht                                         | | |            |                                      |

Anmerkung: Das Spiel wurde in der 5. Minute wegen eines Gewitters für 58 Minuten unterbrochen.

## Schweden – England 2:3 (0:1)
| Schweden                                            | Schweden | England | England | Aufstellung                        |
| --------------------------------------------------- | --- | --- | ------- | ---------------------------------- |
| Schweden                                            | \| 2. Spieltag \| \| 15. Juni 2012 um 21:00 Uhr[1] in Kiew (Olympiastadion) \| \| Zuschauer: 64.640 \| \| Schiedsrichter: Damir Skomina ( Slowenien) \| \| Spielbericht \| | \| 2. Spieltag \| \| 15. Juni 2012 um 21:00 Uhr[1] in Kiew (Olympiastadion) \| \| Zuschauer: 64.640 \| \| Schiedsrichter: Damir Skomina ( Slowenien) \| \| Spielbericht \|                                                           | England | Aufstellung Schweden gegen England |
| Schweden                                            | Andreas Isaksson – Jonas Olsson, Olof Mellberg, Andreas Granqvist (66. Mikael Lustig), Martin Olsson – Rasmus Elm (81. Christian Wilhelmsson), Kim Källström – Sebastian Larsson, Anders Svensson – Zlatan Ibrahimović – Johan Elmander (80. Markus Rosenberg) Cheftrainer: Erik Hamrén | Joe Hart – Glen Johnson, John Terry, Joleon Lescott, Ashley Cole – James Milner (61. Theo Walcott), Scott Parker, Steven Gerrard , Ashley Young – Andy Carroll, Danny Welbeck (90. Alex Oxlade-Chamberlain) Cheftrainer: Roy Hodgson | England | Aufstellung Schweden gegen England |
| Schweden                                            | 1:1 Johnson (49., Eigentor) 2:1 Mellberg (59.) | 0:1 Carroll (23.) 2:2 Walcott (64.) 2:3 Welbeck (78.) | England | Aufstellung Schweden gegen England |
| Schweden                                            | Mellberg (63.), J. Olsson (72.), Svensson (90.+1') | Milner (58.) | England | Aufstellung Schweden gegen England |
| Schweden                                            | Spieler des Spiels: Olof Mellberg (Schweden) | | England | Aufstellung Schweden gegen England |
| 2. Spieltag                                         | | |         |                                    |
| 15. Juni 2012 um 21:00 Uhr in Kiew (Olympiastadion) | | |         |                                    |
| Zuschauer: 64.640                                   | | |         |                                    |
| Schiedsrichter: Damir Skomina ( Slowenien)          | | |         |                                    |
| Spielbericht                                        | | |         |                                    |

Anmerkung: Das Spiel begann aufgrund der gewitterbedingten Unterbrechung des Spiels Ukraine – Frankreich 15 Minuten später als geplant.

## Schweden – Frankreich 2:0 (0:0)
| Schweden                                            | Schweden | Frankreich | Frankreich | Aufstellung                           |
| --------------------------------------------------- | --- | --- | ---------- | ------------------------------------- |
| Schweden                                            | \| 3. Spieltag \| \| 19. Juni 2012 um 20:45 Uhr in Kiew (Olympiastadion) \| \| Zuschauer: 63.010 \| \| Schiedsrichter: Pedro Proença ( Portugal) \| \| Spielbericht \| | \| 3. Spieltag \| \| 19. Juni 2012 um 20:45 Uhr in Kiew (Olympiastadion) \| \| Zuschauer: 63.010 \| \| Schiedsrichter: Pedro Proença ( Portugal) \| \| Spielbericht \|                                                                                | Frankreich | Aufstellung Schweden gegen Frankreich |
| Schweden                                            | Andreas Isaksson – Olof Mellberg, Andreas Granqvist, Martin Olsson, Jonas Olsson – Sebastian Larsson, Anders Svensson (79. Samuel Holmén), Kim Källström, Emir Bajrami (46. Christian Wilhelmsson) – Zlatan Ibrahimović , Ola Toivonen (78. Pontus Wernbloom) Cheftrainer: Erik Hamrén | Hugo Lloris – Mathieu Debuchy, Adil Rami, Philippe Mexès, Gaël Clichy – Samir Nasri (77. Jérémy Ménez), Alou Diarra, Yann M’Vila (83. Olivier Giroud) – Hatem Ben Arfa (59. Florent Malouda), Karim Benzema, Franck Ribéry Cheftrainer: Laurent Blanc | Frankreich | Aufstellung Schweden gegen Frankreich |
| Schweden                                            | 1:0 Ibrahimović (54.) 2:0 Larsson (90.+1') | | Frankreich | Aufstellung Schweden gegen Frankreich |
| Schweden                                            | Svensson (70.), Holmén (81.) | Mexès (68.) | Frankreich | Aufstellung Schweden gegen Frankreich |
| Schweden                                            | Spieler des Spiels: Zlatan Ibrahimović (Schweden) | | Frankreich | Aufstellung Schweden gegen Frankreich |
| 3. Spieltag                                         | | |            |                                       |
| 19. Juni 2012 um 20:45 Uhr in Kiew (Olympiastadion) | | |            |                                       |
| Zuschauer: 63.010                                   | | |            |                                       |
| Schiedsrichter: Pedro Proença ( Portugal)           | | |            |                                       |
| Spielbericht                                        | | |            |                                       |

## England – Ukraine 1:0 (0:0)
| England                                              | England | Ukraine | Ukraine | Aufstellung                       |
| ---------------------------------------------------- | --- | --- | ------- | --------------------------------- |
| England                                              | \| 3. Spieltag \| \| 19. Juni 2012 um 20:45 Uhr in Donezk (Donbass Arena) \| \| Zuschauer: 48.700 \| \| Schiedsrichter: Viktor Kassai ( Ungarn) \| \| Spielbericht \|                                                                                   | \| 3. Spieltag \| \| 19. Juni 2012 um 20:45 Uhr in Donezk (Donbass Arena) \| \| Zuschauer: 48.700 \| \| Schiedsrichter: Viktor Kassai ( Ungarn) \| \| Spielbericht \| | Ukraine | Aufstellung England gegen Ukraine |
| England                                              | Joe Hart – Glen Johnson, John Terry, Joleon Lescott, Ashley Cole – Steven Gerrard , Ashley Young, James Milner (70. Theo Walcott), Scott Parker – Wayne Rooney (87. Alex Oxlade-Chamberlain), Danny Welbeck (82. Andy Carroll) Cheftrainer: Roy Hodgson | Andrij Pjatow – Jewhen Selin, Jewhen Chatscheridi, Jaroslaw Rakyzkyj – Anatolij Tymoschtschuk , Denys Harmasch (78. Serhij Nasarenko), Oleh Hussjew, Andrij Jarmolenko, Jewhen Konopljanka – Artem Milewskyj (77. Bohdan Butko), Marko Dević (70. Andrij Schewtschenko) Cheftrainer: Oleh Blochin | Ukraine | Aufstellung England gegen Ukraine |
| England                                              | 1:0 Rooney (48.) | | Ukraine | Aufstellung England gegen Ukraine |
| England                                              | Gerrard (73.), Cole (78.) | Tymoschtschuk (63.), Rakyzkyj (74.), Schewtschenko (86.) | Ukraine | Aufstellung England gegen Ukraine |
| England                                              | Spieler des Spiels: Steven Gerrard (England) | | Ukraine | Aufstellung England gegen Ukraine |
| 3. Spieltag                                          | | |         |                                   |
| 19. Juni 2012 um 20:45 Uhr in Donezk (Donbass Arena) | | |         |                                   |
| Zuschauer: 48.700                                    | | |         |                                   |
| Schiedsrichter: Viktor Kassai ( Ungarn)              | | |         |                                   |
| Spielbericht                                         | | |         |                                   |